# الاصفور (المغربة)

تعديل مصدري - تعديل

الاصفور هي إحدى قرى عزلة نيسا بمديرية المغربة التابعة لمحافظة حجة، بلغ تعداد سكانها 2807 نسمة حسب تعداد اليمن لعام 2004.